# گزلوری
گزلوری، روستایی است از توابع بخش مرکزی شهرستان دیلم استان بوشهر ایران.

## جمعیت
این روستا در دهستان لیراوی شمالی قرار دارد و بر اساس سرشماری سال ۱۳۸۵ جمعیت آن ۲۲۱ نفر (۴۲ خانوار) بوده و طبق سرشماری سال ۱۳۹۵ جمعیت آن ۱۷۹ نفر می‌باشد.